# الساندرو ماستالی
الساندرو ماستالی (متولد ۷ فوریه ۱۹۹۶) بازیکن فوتبال اهل ایتالیا است که به عنوان هافبک برای تیم یووه استابیا بازی می‌کند. در آغاز فصل ۲۰۱۵–۱۶، او طی یک قرارداد قرضی و یکساله به باشگاه سوئیسی لوگانو نقل‌مکان کرد، اما در ژانویه ۲۰۱۶ به میلان بازگشت.